# Luc Pauwels (journalist)
Luc Pauwels (1966) is een Belgisch journalist die werkt voor de VRT.

## Opleiding
Pauwels volgde basis- (1972-1978) en secundair onderwijs (1978-1984) aan het Sint-Jozefsinstituut in Ternat. Vervolgens trok hij naar de Katholieke Universiteit Leuven (KU Leuven), waar hij bachelor Engels-Germaanse talen (1984-1986) werd en vervolgens een master behaalde in Germaanse filologie en communicatiewetenschappen (1986-1990).

## Werk
Pauwels deed van januari 1993 tot oktober 1995 onderzoek naar IT-toepassingen voor taallaboratoria aan de FUCaM. Vervolgens werkte hij vijf jaar als onderzoeker en adviseur aan de KU Leuven. In maart 2000 ging hij aan de slag als journalist bij de VRT. Hij wordt door het publiek als de energiespecialist van de nieuwsdienst gezien. In 2017 won hij 'De pen van Apache' voor zijn werk dat leidde tot Dieselgate.